# Ісмаїлова Тукезбан Магеррам кизи
Тукезбан Магеррам кизи Ісмаїлова (азерб. Tükəzban Məhərrəm qızı İsmayılova; (21 грудня 1923 , Баку  — 24 березня 2008 , Баку )) — співачка, ханенде . Народна артистка Азербайджану (1993).

## Життєпис
Народилася Тукезбан Ісмаїлова 21 грудня 1923 року в Баку. У 1939—1944 роках навчалася у музичному технікумі імені А. Зейналі.
Почала трудову діяльність у 1944 році на Держтелерадіо Азербайджанської РСР як співачка. У 1948—1956 роках — солістка державної філармонії. З 1956 року Тукезбан Ісмаїлова працювала в організації «Азербайджанська державна естрада». З 1962 році знову перейшла до державної філармонії солісткою..
З 1978 року перейшла до об'єднання «Азконцерт» — солісткою. У 1985 році розпочала педагогічну діяльність в Державній художній гімназії .
Після смерті другого чоловіка Хабіба Байрамова у 1994 році Ісмаїлова залишила сцену та присвятила себе педагогічній діяльності, працюючи викладачем у художній гімназії з 1994 по 2004 рік.
У 1998 році нагороджена «Орденом Слави» Азербайджанської Республіки.
Тукезбан Ісмаїлова померла 24 березня 2008 року в Баку на 86-мц році життя.
У 2019 році в Міжнародному центрі мугаму в рамках проєкту «Творці та вижилі» був організований концерт, присвячений Тукезбан Ісмаїловій Перед їхнім будинком буде встановлено барельєф Ісмаїлової та її чоловіка Хабіба Байрамова.

## Творчість
Тукезбан Ісмаїлова майстерно виконані різні мугами — «Гатар», «Харідж сегях», «Шахназ» та інші .

## Нагороди
- Народна артистка Азербайджану (1993)

## Особисте життя
Чоловік — Народний артист Азербайджану Габіб Байрамов . Донька — Народна артистка Азербайджану Ільхама Гулієва.

## Фільмографія
- « Не та, так ця» (1956)
- «Нехай лунає голос хана» (Havalansın Xanın Səsi) (2001)
- «Співає серце» (Oxuyan Ürəkdir) (2003)

## Нагороди
- Медаль «За трудову відзнаку» (1959)
- Заслужена артистка Азербайджанської РСР (1967)
- Народна артистка Азербайджану (1993)
- Орден «Слава» (1998)
- Почесна стипендія Президента Азербайджану